# Alhambra Cinema
De Alhambra Cinema (Hebreeuws: קולנוע אלהמברה, Kolnoa Alhambra, 'bioscoop Alhambra') is een voormalige bioscoop aan de Jerusalem Boulevard in Jaffa, Israël. Het gebouw is in 1937 ontworpen in art-decostijl door de Libanese architect Elias Al-Mor. Het is vernoemd naar het Alhambra-paleis in Granada, Spanje. Het was actief als een Arabische culturele instelling in de periode van het Britse mandaat. Na de oprichting van Israël werd het opnieuw gebruikt als bioscoop en vervolgens na 1963 als theater. Decennialang was het een verlaten pand tot het in de periode 2010-2012 werd gerenoveerd. Sinds 2012 huisvest het gebouw het Ideal Center of Scientology for the Middle East, een belangrijke Scientology-tak in de regio.

## Geschiedenis
De bioscoop werd in mei 1937 geopend en was een van de grootste en luxueuze bioscopen in Palestina. Het werd een cultureel centrum waar beroemde Arabische artiesten zoals Umm Kulthum, Farid al-Atrash en Leila Mourad optraden.

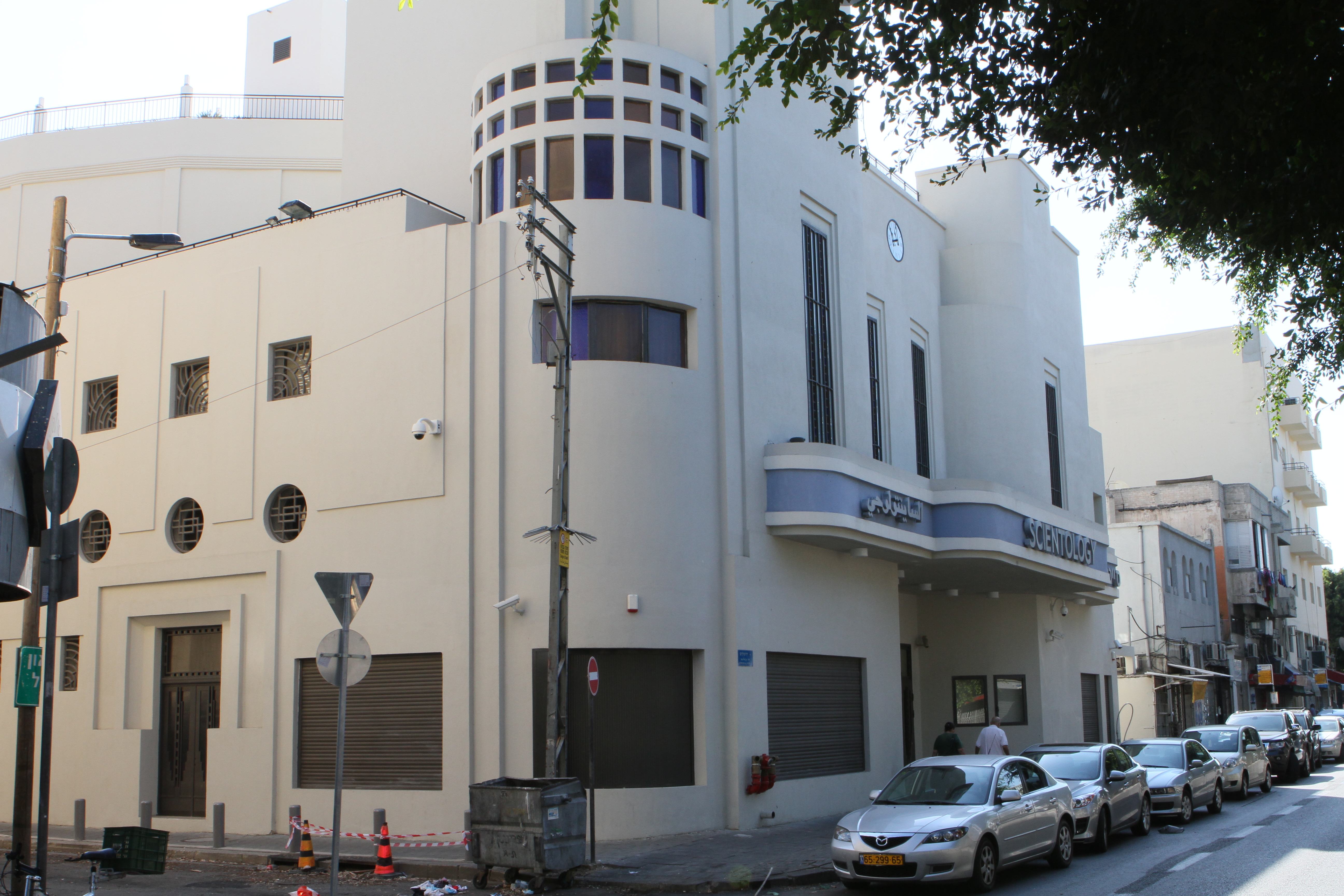
Ideal Center of Scientology for the Middle East na de restauratie in 2012

Het was eigendom van en werd beheerd door Palestijnse Arabieren, onder wie Isa al-Safri, Muhammad Abduh Hilmi, Muhammad Musa al-Husayni, Muhammad Younis al-Husayni, Muhammad Ramadan Hammu, Hasan Arafeh, Abdul-Rahman Alhaj Ibrahim en Mughnnam Mughnnam.
Na de oorlog van 1948 werd het gebouw Israëlisch eigendom en heropend onder de naam Yafor. In 1963 werd het overgenomen door de Joods-Israëlische impresario Giora Godik, die er een onafhankelijk theater van maakte, opnieuw onder de naam Alhambra.
Aan het einde van de jaren zeventig werd het gebouw grotendeels verlaten. Begin 2010 onderging het vervallen gebouw een zorgvuldige restauratie en renovatie en werd het in 2012 ingehuldigd als een Israëlisch en regionaal centrum voor Scientology.
In oktober 2010 werd het gebouw opzettelijk in brand gestoken. Op dat moment waren er negen bouwvakkers aanwezig. Er vielen geen gewonden.